# Elisha Sam
Elisha Bruce Sam (Anversa, 31 marzo 1997) è un calciatore belga, attaccante dell'EN Paralimni.

## Carriera
Ha giocato nella massima serie dei campionati israeliano e bulgaro.